# Frenelopsis hoheneggeri
Frenelopsis hoheneggeri — викопний вид хвойних рослин родини хейролепідієвих (Cheirolepidiaceae), що існував з пізнього юра та впродовж всього крейдового періоду (156—66 млн років тому). Скам'янілі рештки виду знайдені в Європі (Франція, Іспанія, Португалія), Азії (Китай, Малайзія), США (Техас, Юта) та Аргентині. Його рештки також знайдено в Україні — біля Канева та в Криму.